# Fluoreto de cobalto(II)
Fluoreto de cobalto (II) é o composto químico inorgânico de fórmula CoF2. Apresenta-se como um sólido cristalino de cor rosa usado em campos de sensibilidade ao oxigênio, principalmente produção de metais. Em baixas concentrações, ele tem uso em saúde pública. Em química orgânica sintética, é usado para ligas metálicas e para deposição óptica, na qual melhora tremendamente a qualidade óptica. É insolúvel em água.